# Самуленкова, Ольга Владимировна
Ольга Владимировна Самуленкова (30 июня 1978, Ленинград, СССР) — российская гребчиха.

## Карьера
Участница шести чемпионатов мира. Двукратная бронзовая призёрка. На чемпионате мира 2006 года российская четвёрка победила, но после положительных допинг-проб у Самуленкововй результат был аннулирован, а Ольга дисквалифицирована на 2 года ,.
Участница двух чемпионатов Европы. Вице-чемпион Европы чемпионата Европы 2008 года в соревнования парных четвёрок.
Выпускница ГАФК им. П.Лесгафта.
Участница Олимпиады-2004, где в парной двойке (с Юлией Калиновской) стала десятой.